# Joseph Fourier
Jean-Baptiste Joseph Fourier  (francés: /ʒozɛf fuʁje/; Auxerre, Francia, 21 de marzo de 1768-París, 16 de mayo de 1830) fue un matemático y físico francés conocido por sus trabajos sobre la descomposición de funciones periódicas en series trigonométricas convergentes llamadas Series de Fourier, método con el cual consiguió resolver la ecuación del calor. La transformada de Fourier recibe su nombre en su honor. Fue el primero en dar una explicación científica al efecto invernadero en un tratado.

## Biografía
Su padre, Joseph Fourier, que era un humilde sastre, que contrajo matrimonio con Edmée Germaine Lebègue, tras enviudar de su esposa anterior quien le había dado tres hijos. Con ella llegaría a tener trece, siendo Jean-Baptiste Joseph el décimo de ellos. Su niñez estuvo marcada por las dificultades económicas de su familia, y la pérdida de seis de sus hermanos, de su madre y de su padre, quedando huérfano a los ocho años. Siendo menor de edad, las gestiones de su municipio hicieron que le adoptara Joseph Pallais, organista del templo de Auxerre, quien le enseñaría las primeras letras y, en apariencia, lo formaría en las ideas del escritor y pensador francés Jean-Jacques Rousseau.
Inició sus estudios en la Escuela Superior Benedictina de Auxerre, orientándose inicialmente a la carrera religiosa, hasta que el monarca Luis XV la convirtió en academia militar. Jean-Baptiste fue seleccionado como estudiante en la institución ya reformada, donde permanecería hasta los 14 años de edad, y empezó a ser instruido en idiomas, música, álgebra y matemáticas, materia en la que destacó, lo que le encaminó a dedicarse al estudio de las ciencias.
Posteriormente, participó en la Revolución francesa y, gracias a la caída del poder de Robespierre, se salvó de ser guillotinado. Se incorporó a la Escuela Normal Superior de París en donde tuvo entre sus profesores a los matemáticos Joseph-Louis Lagrange y Pierre-Simon Laplace. Posteriormente, ocupó una cátedra como docente en la prestigiosa École polytechnique.
Fourier participó en la expedición de Napoleón Bonaparte a Egipto en 1798. Ya designado secretario perpetuo del Instituto de Egipto el 22 de agosto de 1798, presentó numerosas memorias y dirigió una de las comisiones de exploración del Alto Egipto. Entre las distintas funciones políticas o administrativas que llevó a cabo, destaca la de comisario francés en el Divan. A la muerte del General en Jefe del Ejército de Oriente Jean Baptiste Kléber a manos de un fanático sirio en su residencia en El Cairo, Fourier, quien era amigo y colaborador del General Kléber, es designado para pronunciar el elogio fúnebre, el 17 de junio delante del Instituto de Egipto. A su regreso a Francia en 1801, Napoleón Bonaparte le nombró prefecto del departamento de Isère y entre 1802 y 1815, Fourier presentó a Jean-François Champollion a los veteranos de la expedición de Egipto.
Entró a la Academia de Ciencias Francesa en 1817 y al cabo de cinco años se convirtió en el secretario perpetuo de las secciones de matemáticas y física. Murió en París el 16 de mayo de 1830.

## Trabajos científicos

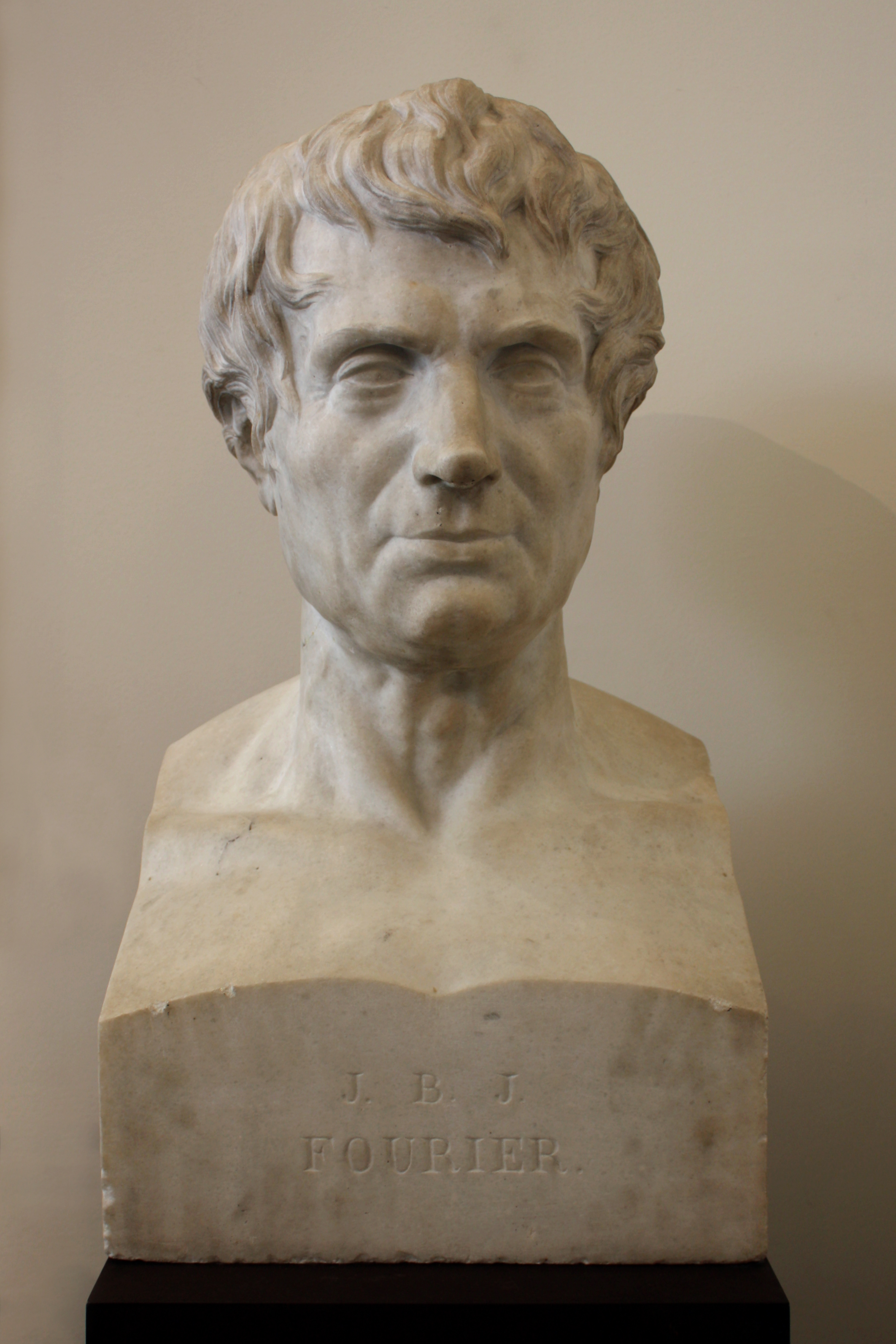
Busto de Fourier en Grenoble.

Fue en Grenoble donde condujo sus experimentos sobre la propagación del calor que le permitieron modelar la evolución de la temperatura a través de series trigonométricas. Estos trabajos mejoraron el modelado matemático de fenómenos físicos y contribuyeron a los fundamentos de la termodinámica.
Sin embargo, la simplificación excesiva que proponen estas herramientas fue muy debatida, principalmente por sus maestros Laplace y Lagrange.

### Teoría analítica del calor y series de Fourier
La teoría de las series de Fourier y las transformadas de Fourier abrían el camino a la investigación fundamental sobre las funciones. A pesar de las críticas de sus maestros, Fourier en 1821 no pudo esperar más y decidió publicar él mismo sus investigaciones, en una obra que llamó Teoría analítica del calor. En 1822, cuando sucedió a Delambre como secretario permanente de la Academia, logró eliminar los bloqueos a los que estaba sometida su obra y publicar el texto en Les Mémoires de l'Académie. En el prefacio, describe el camino plagado de obstáculos de su obra y añade: “Los retrasos en la publicación de mi obra habrán contribuido a hacerla más clara y completa”.
Su tratado (Teoría analítica del calor), tratado en el cual estableció la ecuación diferencial parcial que gobierna la difusión del calor solucionándola mediante el uso de series infinitas de funciones trigonométricas, lo que establece la representación de cualquier función como series de senos y cosenos, ahora conocidas como las series de Fourier. El trabajo de Fourier provee el impulso para trabajar más tarde en las series trigonométricas y la teoría de las funciones de variables reales. Los dos primeros capítulos de la obra citada tratan problemas sobre difusión de calor entre cuerpos disjuntos en cantidad finita. Fourier en esta obra dedujo la ecuación en derivadas parciales que rige tal fenómeno, la cual es conocida como la ecuación del calor. En el capítulo III de la obra, titulado Difusión del calor en un cuerpo rectangular infinito Fourier introduce su método original de trabajo con series trigonométricas.
Bernhard Riemann estudiaría más tarde detenidamente la historia del tema para concluir: “fue Fourier quien fue el primero en comprender la naturaleza de las series trigonométricas de manera exacta y completa". De hecho, las dificultades técnicas asociadas con estas herramientas han acompañado toda la historia de la integración. En cuanto al planteamiento general, Henri Poincaré afirmó: “La teoría del calor de Fourier es uno de los primeros ejemplos de aplicación del análisis a la física [...]. Los resultados que obtuvo son ciertamente interesantes en sí mismos, pero lo es aún más el método que utilizó para alcanzarlos y que siempre servirá de modelo para todos aquellos que deseen cultivar cualquier rama de la física matemática". Subestimada durante mucho tiempo, más bien por cuestiones de filosofía de la ciencia, la contribución y el legado de Fourier son hoy plenamente reconocidos y asistimos a un verdadero “regreso de Fourier”.
Fourier nunca abordó el problema de la naturaleza física del calor y se opuso a la filosofía laplaciana según la cual el calor (y de hecho todos los fenómenos físicos) proviene de la acción newtoniana en distancias pequeñas. En sus escritos utiliza la terminología vigente, es decir, la de la teoría material del calor, sin mencionar nunca el debate suscitado por esta teoría, sin posicionarse ni a un lado ni a otro.Auguste Comte (1798-1857), uno de los fundadores del positivismo moderno, tomó el trabajo de Fourier sobre la difusión del calor como paradigma tanto de las matemáticas como de la física, y lo dedicó a su curso de filosofía positiva. cuando comenzó a enseñar en la École Polytechnique, estando Fourier entre el público. “Sería fácil multiplicar estos ejemplos, que se presentarán en masa a lo largo de este curso, ya que éste es ahora el espíritu que dirige exclusivamente las grandes combinaciones intelectuales. Para citar sólo una obra contemporánea en este momento, elegiré la hermosa serie de investigaciones del Sr. Fourier sobre la teoría del calor". 
Durante su vida, Fourier fue consciente de la universalidad de su teoría y de los campos de aplicación de sus herramientas: vibraciones, acústica, electricidad, etc. El desarrollo de estos campos de aplicación propició el nacimiento del tratamiento de señales en el siglo XX. Norbert Wiener, padre de la cibernética, estudiará en profundidad las herramientas de Fourier
Además, la obra de Fourier fue una gran fuente de inspiración para William Thomson (Lord Kelvin) a quien le gustaba comparar la teoría analítica del calor con un admirable poema matemático

## Instituto de Egipto
Fourier acompañó a Napoleón Bonaparte en su expedición a Egipto en 1798, como asesor científico y fue nombrado Secretario del Instituto Egipcio, fundado por Napoleón con la misión de debilitar la influencia inglesa en el Oriente. En Egipto redactó el prefacio histórico de la obra Description de l'Egypte.
En 1801, Fourier regresó de Egipto con una amplia colección de objetos, incluyendo una copia de la piedra de Rosetta que más tarde su joven amigo Jean-Francois Champollion logró descifrar en 1822.

## Efecto invernadero
Hacia 1820, Fourier calculó que un objeto del tamaño de la Tierra y con su misma distancia del sol, debe ser considerablemente más frío de como es en realidad la Tierra calentada solo por los efectos de la radiación solar entrante.
Se basó en el experimento de Horace Bénédict de Saussure  de colocar una caja negra bajo la luz del sol. Cuando se coloca una placa de vidrio encima de la caja, la temperatura en el interior aumenta La radiación infrarroja fue descubierta por William Herschel veinte años después.
Fourier examinó diversas fuentes posibles de los remanentes observados de calor en artículos publicados en 1824 y 1827, y sugirió que la radiación interestelar podría ser responsable de gran parte del calor adicional. Fourier consideró la posibilidad de que la atmósfera actúe como aislante y es reconocida como el primero bosquejo de lo que se conoce como el efecto invernadero.
Si Fourier había observado que la principal fuente de energía de la Tierra era la radiación solar - es decir que la energía geotérmica tiene poca influencia - cometió el error de atribuir una contribución importante a la radiación procedente del espacio interplanetario.

## Homenajes
- Su nombre se encuentra grabado en la lista de 72 científicos de la Torre Eiffel.
- El cráter lunar Fourier lleva este nombre en su honor.
- También en su honor un asteroide que fue descubierto en 1992 por el astrónomo belga Eric Walter Elst fue designado como (10101) Fourier.

## Lista de obras
- Prefacio de la Description de l'Égypte, 1809, texto original en Champollion-Figeac (Jean-Jacques). – Fourier et Napoléon. L’Égypte et les cent jours. Memorias y documentos inéditos. – París, Firmin-Didot frères, 1844. In-8°, vii-364 p. (Primera redacción inédita del prefacio histórico de la Descripción de Egipto, p. 88 a 172, con indicaciones de las variantes de la primera y segunda edición..) Versión digital en Gallica y Google books.
- Théorie analytique de la chaleur. París. 1822.
- «Résumé théorique des propriétés de la chaleur rayonnante». Annales de chimie et de physique 27: 236-281. 1824.
- «Mémoire sur les températures du globe terrestre et des espaces planétaires». Mémoires de l'Académie royale des sciences de l'Institut de France 7: 569-604. 1827.
- «Mémoire sur la distinction des racines imaginaires, et sur l'application des théorèmes d'analyse algébrique aux équations transcendantes qui dépendent de la théorie de la chaleur». Mémoires de l'Académie royale des sciences de l'Institut de France 7: 605-624. 1827.
- Analyse des équations déterminées. París: Firmin Didot frères. 1831.
- «Remarques générales sur l'application du principe de l'analyse algébrique aux équations transcendantes». Mémoires de l'Académie des sciences de l'Institut de France 10: 119-146. 1827.
- «Mémoire d'analyse sur le mouvement de la chaleur dans les fluides». Mémoires de l'Académie royale des sciences de l'Institut de France 12: 507-530. 1833.
- «Rapport sur les Tontines». Mémoires de l'Académie royale des sciences de l'Institut de France 5: 26-43. 1821.
- Œuvres de Fourier, publiées par les soins de M. Gaston Darboux 1. París: Gauthier-Villard et fils. 1888.
- Œuvres de Fourier, publiées par les soins de M. Gaston Darboux 2. París: Gauthier-Villard et fils. 1890.